# 어둠 속의 댄서
《어둠 속의 댄서》(Dancer In The Dark)는 2000년 덴마크의 뮤지컬 드라마 영화로 라스 폰 트리에 감독을 맡았으며 비요크, 카트린 드뇌브, 데이비드 모스 등이 출연하였다. 따뜻한 모성애와 함께 사형제도에 대해 다시 한번 생각하게 하는 작품으로 평가되고 있다. 2000년 칸 영화제에서 황금종려상을 받았다.

## 내용
배경은 미국으로, 체코 이주민 셀마(Selma)는 아들과 둘이서 살고 있다. 뮤지컬 배우를 꿈꾸는 셀마는 가난한 공장 노동자이지만 항상 음악을 생각하며 즐겁게 산다. 하지만 그녀는 서서히 시력을 잃는 선천적인 병이 있었다. 게다가 셀마의 아들도 같은 유전병을 지니고 있었다. 셀마의 수입으로는 오직 아들의 병만 고쳐줄 수 있었고, 그것을 위해 셀마는 자신의 병이 점점 깊어져 간다는 사실을 숨긴 채 공장에서 잔업과 특근을 계속하며 돈을 모은다.
한편 셀마가 세들어 사는 집주인은 늘어나는 빚더미와 아내의 사치로 고생하고 있었다. 힘든 삶을 살고 있던 셀마와 집주인은 서로의 마음을 이해하게 된다. 결국 서로 빚더미에 앉아 있다는 사실과, 아들의 병을 위해 돈을 모으고 있다는 사실까지 말하는 사이가 된다. 그렇게 지내던 어느날 집주인은 결국 셀마가 시력을 완전히 잃어버린 사실을 알게 되는데...

## 출연진
- 비요크
- 카트린 드뇌브
- 데이비드 모스
- 피터 스토메어
- 조엘 그레이
- 카라 시모어
- 블라디카 코스틱
- 장마르크 바
- 빈센트 패터슨
- 시오브핸 폴론
- 젤코 이바네크
- 우도 키어
- 젠스 알비누스
- 레셀 빈
- 존 랜돌프 존스
- 루크 릴리
- 스텔란 스카르스고르드
- 숀마이클 스미스
- 파프리카 스틴

## 한국어 더빙 성우진(KBS)
- 손정아 - 셀마(비외르크)
- 장유진 - 캐시(카트린 드뇌브)
- 장광 - 빌(데이비드 모스)
- 김정호 - 제프(피터 스토메어)
- 배정미 - 진(블라디카 코스틱)
- 임은정 - 린다(카라 시모어)
- 이재용 - 노먼(장마르크 바)
- 전인배 - 사뮤엘(빈센트 패터슨)
- 이윤선 - 노비(조엘 그레이)
- 이봉준
- 김태웅

## OST
비요크가 직접 OST를 담당했으며, 《Selmasongs》라는 앨범으로 발표되었다.